# Bourg de Rudok
Pour les articles homonymes, voir Rutog.
Le bourg de Rudok (Rutok, Ruthog ou Rutog ; tibétain : རུ་ཐོག, Wylie : ru thog ; translittération en chinois : 日土镇 ; pinyin : rìtǔ zhèn ; litt. « bourg de la terre du soleil »), est un bourg du comté de Rutog, préfecture de Ngari, Région autonome du Tibet en Chine, à la frontière avec le Ladakh.

## Subdivisions administratives
Le bourg comoporte 2 villages et une communauté :
- Village de Rudok (日土村)
- Village de Rejiao (热角村)
- La Communauté de Jieguosang (杰果桑社区) est le centre-administratif de ce Bourg[4].